# Zwarte Zee Euregio

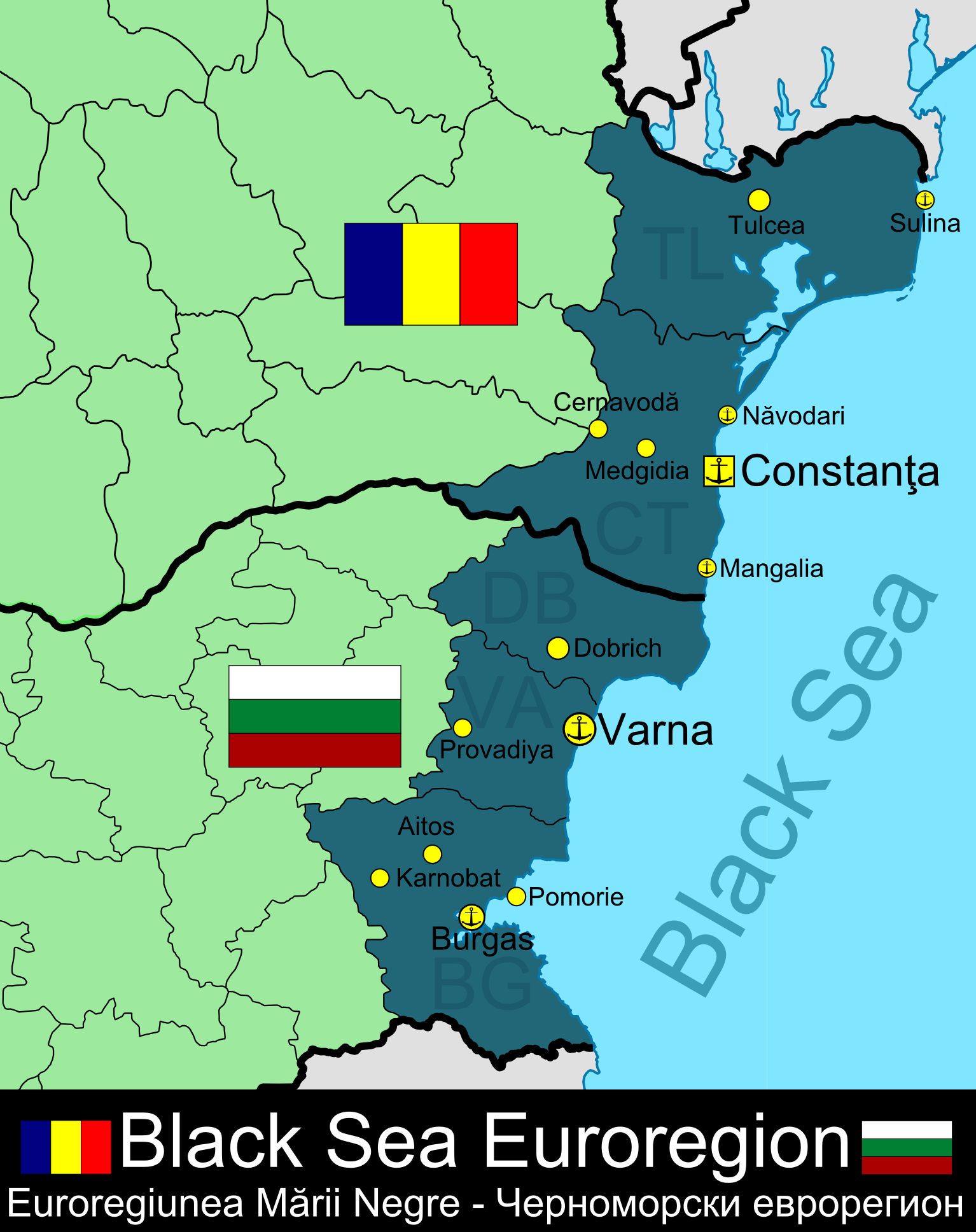
Kaart van de Zwarte Zee Euregio

De Zwarte Zee Euregio (Bulgaars: Черноморски еврорегион, translit. Tsjernomorski evroregion, Roemeens: Euroregiunea Mării Negre) is een trans-nationale samenwerkingsstructuur (Euregio) die bestaat uit landen en hun bestuurlijke onderverdelingen die gelegen zijn in het gebied rond het westelijk deel van de Zwarte Zee. Het Congres van de Raad van Europa lanceerde de Zwarte Zee Euregio op 26 september 2008, toen het oprichtingsbesluit werd ondertekend door 14 instanties in vier landen. De Zwarte Zee Euroregio beoogt de bevordering van een groter bewustzijn en zorgvuldig gebruik van hulpbronnen van de Zwarte Zee en het duurzame beheer daarvan, evenals regionaliseringsprocessen in het gebied.
De regio bestaat uit drie oblasten in Bulgarije en twee districten in Roemenië:
- Bulgarije
  - Boergas
  - Dobritsj
  - Varna
- Roemenië
  - Constanța
  - Tulcea

## Grootste steden
| Stad      | Bevolking | Metropool | Land      |
| --------- | --------- | --------- | --------- |
| Varna     | 330.486   |           | Bulgarije |
| Constanța | 302.040   | 446.595   | Roemenië  |
| Boergas   | 197.301   |           | Bulgarije |
| Tulcea    | 92.379    |           | Roemenië  |
| Dobritsj  | 89.472    |           | Bulgarije |
| Medgidia  | 44.850    |           | Roemenië  |
| Mangalia  | 41.153    |           | Roemenië  |
| Năvodari  | 34.669    |           | Roemenië  |
| Cernavodă | 19.890    |           | Roemenië  |
| Aitos     | 19.537    |           | Bulgarije |
| Karnobat  | 18.394    |           | Bulgarije |
| Pomorie   | 14.170    |           | Bulgarije |
| Nesebar   | 13.347    |           | Bulgarije |
| Provadia  | 13.090    |           | Bulgarije |
| Kavarna   | 11.368    |           | Bulgarije |
| Baltsjik  | 11.321    |           | Bulgarije |